# Orotina
Orotina – miasto w Kostaryce, w prowincji Alajuela.